# Pedro de Mendoza
Pedro de Mendoza (1487? Guadix, Granada, Španělsko – 23. června 1537 Atlantský oceán) byl španělský conquistador a jeden z prvních dobyvatelů v oblasti dnešní Argentiny.

## Dobyvatelská cesta
V roce 1535 se vypravil na vlastní útraty kolonizovat toto území. V roce 1536 založil město Buenos Aires. Pokoušel se proniknout dále do vnitrozemí a obsadit území podél řeky Paraná, ztroskotal však na odporu Indiánů. Zemřel v Atlantském oceánu při návratu do Španělska. Po něm v dobývání tohoto území pokračoval Juan de Ayolas a Domingo Martínez de Irala.
Mendozovu výpravu velmi podrobně popsal německý účastník Ulrich Schmiedel ve „Warhafftige Historien einer wunderbaren Schiffahrt… Rio delle Plata“ vydaného ve Frankfurtu nad Mohanem v roce 1567.